# Sant Sebastià (Botticelli)
Sant Sebastià és una obra del pintor renaixentista italià Sandro Botticelli, feta el 1474.Fa 195 centímetres de llarg i 75 centímetres d'ample. Es troba al Staatliche Museen de Berlín.

## Descripció de l'obra
Es representa al sant pràcticament nu, immediatament després del martiri. La seva actitud és gairebé de "distanciament", suportant serenament les sis fletxes que se li han disparat. Vesteix només un tapall, està en peu sobre una soca d'un arbre que ha estat tallat en forma de pal i que s'alça sobtadament al centre del quadre, al davant del paisatge i el cel. La tortura ha passat, els torturadors de Sebastián ja s'han anat i estan caçant a la recerca d'agrons. L'escena mostra als torturadors abandonant el lloc, i aquest és un tema molt rar que no sol representar. El paisatge està representat amb gran detall.
En aquest quadre de Botticelli la línia tensa i exasperada dels seus contemporanis es flexibilitza en una entonació gairebé elegíaca (M. Bacci). Deixant de banda el retrat del Holofernes mort a El descobriment del cadàver d'Holofernes (1470-1472), es pot considerar que aquest Sant Sebastià és el primer nu masculí. L'artista segueix les idees clàssiques en les seves proporcions harmòniques i equilibrat "contrapposto". No obstant això, hi ha certa inseguretat que es revela en l'escurçament dels peus del sant, confirmant que aquest quadre pertany a la fase primera de Botticelli.

## Història
El quadre va ser col·locat amb una gran cerimònia el 1474 sobre un dels pilars de l'església florentina de Santa Maria Maggiore el dia 20 de gener, la festa del sant. La ubicació de la pintura explica el seu format, inusualment llarg. Ha estat costum comú des dels temps medievals fixar pintures en els pilars interiors de les esglésies. Amb el transcurs del temps, però, aquestes pintures es van treure dels seus emplaçaments originals, de manera que la perspectiva interior de les esglésies tal com apareixen avui, amb els seus pilars sense adorns, de fet són una imatge inexacta.